# يسري تعيلب
يسري عبد الستار علي تعيلب (10 أغسطس 1963-) كيميائى مصري، عضو في مجلس الشعب المصري، عن الدورة البرلمانية 2005-2010، وعضو الكتلة البرلمانية لنواب الإخوان المسلمين عن دائرة الشهداء بمحافظة المنوفية.

## حياته ونشأته
- بكالوريوس العلوم – قسم الكيمياء.

يعمل تاجر

## النشاط السياسى
- عضو مجلس الشعب عن الدائرة الانتخابية بالشهداء محافظة المنوفية. الدورة البرلمانية 2005-2010

## حبسه
ألقي القبض عليه في المنوفية، وجه عدة اتهامات له، وهي التحريض على العنف وإثارة حالة من الفوضى، وتمت إحالته للنيابة العامة بشبين الكوم للتحقيق معه في التهم المنسوبة إليه.